# Torrent de Reixac
El torrent de Reixac és un curs d'aigua de Montcada i Reixac, al Vallès Occidental. Neix al vessant oriental de la serra de Marina i recull les aigües del turó de Donadeu, del turó de la Roca Plana i de les Corones. Passa a la vora de Sant Pere de Reixac abans de desembocar al Besòs.